# МС-74
МС-74 (Модернизированная Снайперская завода № 74) — советская снайперская винтовка, разработанная Е. Ф. Драгуновым в 1949 году на Ижевском машиностроительном заводе. Оружие создавалось на основе трехлинейной винтовки Мосина под патрон 7,62×54 мм R. Основными целями разработки было увеличение точности стрельбы, улучшение эргономичности и удобства заряжания. Успешно прошла испытания, была рекомендована для внедрения и выпускалась ограниченными сериями.